# 清水重美
清水 重美（しみず しげみ、1900年（明治33年）8月20日 - 1999年〈平成11年〉1月6日）は、昭和期の地方公務員、政治家。長野県飯田市長。男性。

## 経歴
長野県下伊那郡飯田町（現飯田市）で、清水宗一、あき の長男として生まれた。1916年（大正5年）3月、長野県組合立竜東農学校卒業。1919年（大正8年）公立実業学校教師となる。1939年（昭和14年）長野県技師に転じ、県立農業講習副所長を務め、1952年（昭和27年）長野県経済部農業改良課長、1954年（昭和29年）南佐久地方事務所長を歴任。1955年（昭和30年）飯田市助役に就任し、13年間在任した。
松井卓治市長の後継者として1968年（昭和43年）10月、飯田市長選挙に当選し、1972年（昭和47年）10月まで1期務めた。在任中は老人福祉センターの建設や、県下初の自然環境保全条例の制定などにあたった。

## 栄典
- 正七位[1]

## 著作
- 『共同経営』[1]
- 『生活改善』[1]